# هورست فابر
هورست فابر (بالألمانية: Horst Faber)‏ هو متزلج فني ألماني، ولد في القرن العشرين.